# Rudi Lenz
Rudi Lenz (* 16. Januar 1931 in Hasselbach (Westerwald); † 24. April 2023 in Simmern/Hunsrück) war ein deutscher Sportfunktionär und Träger des Bundesverdienstkreuzes am Bande.

## Beruflicher Werdegang
Nach seinem Studium in Trier war Rudi Lenz Lehrer in Hundheim, danach von 1964 bis 1972 Leiter der Heimschule des Kinder- und Jugendheimes Schmiedel. Nach der Schließung der Heimschule wechselte er zur Berufsbildenden Schule (BBS) in Simmern.

## Funktionen im Sport
Rudi Lenz war von 1966 bis 1997 Sportkreisvorsitzender im Rhein-Hunsrück-Kreis. Er war Mitglied im Jugendwohlfahrtsausschuss, Gauvertreter des Turngaues Hunsrück, Sportabzeichenobmann und im Vorstand des Bildungswerkes im Landessportbund.

## Ehrungen
Für seinen langjährigen ehrenamtlichen Einsatz als Sportkreisvorsitzender erhielt Rudi Lenz das Bundesverdienstkreuz.
Lenz erhielt die Ehrennadeln des Sportbundes Rheinland in Gold für über 25 Jahre Mitgliedschaft, den Ehrenbrief des Fußballverbandes Rheinland, die Verdienstnadel des Deutschen Fußball-Bundes.
Als besondere Würdigung erhielt Rudi Lenz am 13. September 2005 den selten verliehenen Sport-Obelisk des Landes Rheinland-Pfalz in Anerkennung seiner vielfältigen Verdienste um den Sport.

## Familie
Rudi Lenz lebte in Simmern im Hunsrück, war verheiratet und Vater eines Sohnes.